# The Songs That Got Away
The Songs That Got Away è il secondo album in studio della cantante britannica Sarah Brightman, pubblicato nel 1989.

## Tracce
1. Meadowlark (Stephen Schwartz) – 5:09
2. I Am Going to Like It Here (Richard Rodgers, Oscar Hammerstein) – 3:34
3. I Remember (Stephen Sondheim) – 3:05
4. Mr. Monotony (Irving Berlin) – 3:59
5. Dreamers (Marvin Hamlisch, Christopher Adler) – 2:53
6. Silent Heart (Vivian Ellis, A. P. Herbert) – 3:56
7. Lud's Wedding (Leonard Bernstein, Alan Jay Lerner) – 3:47
8. Three-Cornered Tune (Frank Loesser) – 2:11
9. If I Ever Fall in Love Again (Peter Greenwell, Peter Wildeblood) – 3:57
10. What Makes Me Love Him? (Jerrold Bock, Sheldon Harnick) – 2:41
11. Chi Il Bel Sogno Di Doretta (Giacomo Puccini, Giuseppe Adami) – 2:47
12. Away from You (Richard Rodgers, Sheldon Harnick) – 3:28
13. If Love Were All (Noël Coward) – 4:25
14. Half a Moment (Andrew Lloyd Webber, Alan Ayckbourn) – 3:56